# Marcus Zupanac
Marcus Zupanac (* 11. Juni 1992 in Baumgarten am Tullnerfeld) ist ein österreichischer Handballspieler.

## Karriere
Zupanac begann mit dem Handballspielen bereits in seiner Jugend beim UHC Tulln. Mit den Niederösterreichern wurde er 2007/08 Staatsmeister im unter 15 Beachhandballbewerb. Nachdem sein Verein keine Männermannschaft stellen konnte, wechselte er 2010 zum UHK Krems. Für die Niederösterreicher lief er zuerst ausschließlich im unter 20 Bewerb der Handball Liga Austria auf. Erst ab 2012 wurde er auch in der Kampfmannschaft eingesetzt, wobei er in seinen ersten zwei Saisonen in der HLA nur 20 Einsätze zählte. Seit der Saison 2014/15 läuft der 1,92 Meter große Kreisläufer häufiger auf. So konnte er in den ersten Partien dieser Saison bereits sein erstes Tor in der höchsten Spielklasse Österreichs erzielen. In der Saison 2015/16 spielte Zupanac auf Leih-Basis für den UHC Hollabrunn um mehr Spielerfahrung zu sammeln. In der Saison 2016/17 lief der Kreisläufer noch einmal für seinen Stammverein auf ehe er diesen verließ und sich der Union St. Pölten anschloss. Seit 2018/19 läuft der Kreisläufer für den UHC Tulln auf. Nach der Saison 2021/22 beendete er seine Karriere.

## Saisonbilanzen

### HLA
| Saison    | Verein    | Spielklasse | Tore | 7-Meter | Feldtore |
| --------- | --------- | ----------- | ---- | ------- | -------- |
| 2012/13   | UHK Krems | HLA         | 0    | 0/0     | 0        |
| 2013/14   | UHK Krems | HLA         | 0    | 0/0     | 0        |
| 2014/15   | UHK Krems | HLA         | 4    | 0/0     | 4        |
| 2016/17   | UHK Krems | HLA         | 2    | 0/0     | 2        |
| 2012–2017 | gesamt    | HLA         | 6    | 0/0     | 6        |

### HBA
| Saison    | Verein         | Spielklasse | Tore | 7-Meter | Feldtore |
| --------- | -------------- | ----------- | ---- | ------- | -------- |
| 2015/16   | UHC Hollabrunn | HBA         | 10   | 0/0     | 10       |
| 2015–2016 | gesamt         | HBA         | 10   | 0/0     | 10       |